# Вонг Кам По
Вонг Кам По (кит. 黃金寶; род. 13 марта 1973 в Гонконге) — бывший гонконгский профессиональный шоссейный и трековый велогонщик. Чемпион мира 2007 года на треке в скрэтче. Многократный чемпион Азии на шоссе и треке. C 2014 года спортивный директор гонконгской континентальной команды «HKSI».

## Достижения

### Шоссе
1995
1-й Тур Окинавы
1996
1-й  Тур Южно-Китайского моря
1997
1-й  Тур Филиппин
1-й  Тур Южно-Китайского моря
1998
Азиатские игры
1-й  Групповая гонка
1-й Тур Окинавы
1-й Этап 15 Тур Филиппин
1999
Чемпионат Гонконга
1-й  Групповая гонка
1-й  Индивидуальная гонка
1-й  Тур Южно-Китайского моря
1-й Этапы 4, 5, & 6
2000
Чемпионат Гонконга
1-й  Групповая гонка
1-й Тур Окинавы
1-й Этап 3 Тур Южно-Китайского моря
1-й Этап 4 Тур Лангкави
1-й Этап 4 Тур Кореи
2001
1-й  Тур Южно-Китайского моря
1-й Этапы 2, 3, & 4
Чемпионат Азии
1-й  Групповая гонка
3-й  Индивидуальная гонка
2002
1-й Этапы 5 & 7 Тур Веллингтона
Азиатские игры
3-й  Групповая гонка
Чемпионат Азии
3-й  Групповая гонка
7-й Индивидуальная гонка
9-й Тур озера Цинхай
1-й Этап 3
2003
2-й Тур Южно-Китайского моря
1-й Этап 2
1-й Этапы 1 & 5 Тур Кореи
1-й Этап 1 Тур озера Цинхай
1-й Этап 3 Тур Северного Изера
2004
1-й  Тур Хоккайдо
1-й Этап 1
1-й Тур Окинавы
1-й Этап 5 Тур Индонезии
3-й Тур Южно-Китайского моря
2005
1-й Этап 9 Тур Индонезии
2-й Тур Южно-Китайского моря
1-й Этапы 2, 4, 5, 6 & 7
10-й Тур Китая
1-й Этапы 2, 3 & 4
10-й Тур Сиама
1-й Этап 1
2006
Азиатские игры
1-й  Групповая гонка
7-й Командная гонка
1-й Этапы 3 & 4 Тур Гонконга
1-й Этап 1 Тур Японии
1-й Этап 4 Тур Южно-Китайского моря
2007
4-й Тур Тайваня
1-й Этап 2
4-й Джелаях Малайзия
1-й Этап 5
2008
6-й Тур Тайваня
1-й Этапы 1 & 7
2009
1-й Этап 2 Тур Японии
1-й Этап 4 Тур Японии
Восточноазиатские игры
3-й  Командная гонка
8-й Групповая гонка
2010
Азиатские игры
1-й  Групповая гонка
4-й Тур Кумано
1-й Этап 3
2011
Чемпионат Гонконга
3-й  Групповая гонка
10-й Тур Индонезии
1-й Этап 2
2012
Чемпионат Азии
1-й  Групповая гонка
1-й Этап 4 Тур Японии
2-й Тур Тайваня
1-й Этап 2

### Трек
1999
2-й  Гонка преследование, Чемпионат Азии
3-й  Мэдисон, Чемпионат Азии
2001
3-й  Гонка преследование, Чемпионат Азии
2002
3-й  Мэдисон, Азиатские игры
3-й  Гонка по очкам, Чемпионат Азии
3-й  Гонка преследование, Чемпионат Азии
2004
2-й  Гонка по очкам, Чемпионат Азии
3-й  Скрэтч, Чемпионат Азии
2006
2-й  Мэдисон, Чемпионат Азии
3-й  Скрэтч, Чемпионат Азии
2007
1-й  Скрэтч, Чемпионат мира
2008
1-й  Скрэтч, Кубок мира (Лос-Анджелес)
1-й  Мэдисон, Чемпионат Азии
3-й  Скрэтч, Чемпионат Азии
2009
1-й  Гонка по очкам, Кубок мира (Копенгаген)
1-й  Мэдисон, Чемпионат Азии
3-й  Скрэтч, Чемпионат Азии
2010
2-й  Гонка по очкам, Азиатские игры
2-й  Мэдисон, Чемпионат Азии
3-й  Командное преследование, Чемпионат Азии